# Glaucolepis zollikofferiela
Glaucolepis zollikofferiela is een vlinder uit de familie van de dwergmineermotten (Nepticulidae). De wetenschappelijke naam van de soort is voor het eerst voorgesteld als Nepticula zollikofferiela door Pierre Chrétien in een publicatie uit 1914.

## Verspreiding
De soort komt voor in Algerije.

## Waardplant
De rups leeft op Launaea nudicaulis (L.) Hook.f. (Asteraceae).